# Luisa Carlota Manuela de Godoy
Luisa Carlota Manuela de Godoy y Borbón (7 octobre 1800 – 13 mai 1886), 2e duchesse de Sueca, fut une grande d'Espagne.
Elle était la fille de Manuel Godoy et de María Teresa de Bourbon.

## Titres
- 97e noble dame de l'ordre de la Reine Marie-Louise le 10 octobre 1800
- 2e comtesse de Évora Monte au Portugal
- 2e duchesse de Sueca (lettre du 18 juillet 1830)
- 3 fois grande d'Espagne de première classe (cédule royale du 14 mars 1831)
- 16e comtesse de Chinchón (lettre de 1831)
- 2e marquise de Boadilla del Monte (confirmé le 22 octobre 1853 qu'elle avait déjà eu de sa mère mais qu'elle avait donné à son fils Luis)
- Señora de Chinchón et de 11 villages de cet état
- Señora de Boadilla del Monte et de ses juridictions
- Dame de l'ordre royal de Sainte-Isabelle de Portugal.

## Mariage
Elle s'est mariée à Madrid en novembre 1821 à Don Camillo Ruspoli (1788-1864), le fils cadet d'une famille princière romaine. Ils ont eu :
- Adolfo Ruspoli, 2e duc d'Alcúdia
- Luigi Ruspoli, 3e marquis de Boadilla del Monte